# Ilja Petrowitsch Worobjow
Ilja Petrowitsch Worobjow (russisch Илья Петрович Воробьёв, französische Transkription Ilia Vorobiev; * 16. März 1975 in Riga, Lettische SSR) ist ein ehemaliger deutsch-russischer Eishockeyspieler, der in seiner aktiven Zeit von 1993 bis 2010 unter anderem für die Frankfurt Lions, Krefeld Pinguine und Adler Mannheim in der Deutschen Eishockey Liga gespielt hat. Seit seinem Karriereende arbeitet Worobjow als Eishockeytrainer und -funktionär.

## Karriere

### Als Spieler
Der 1,83 m große Stürmer begann seine Profikarriere beim ESC Frankfurt, für dessen DEL-Team, die Frankfurt Lions, er auch nach Gründung der neuen höchsten deutschen Profispielklasse 1994 auf dem Eis stand. 1999 wechselte Worobjow zu den Krefeld Pinguinen, für die er zwei Spielzeiten lang aktiv war. Zur Saison 2001/02 hatte Worobjow zunächst einen Vertrag bei den Berlin Capitals unterschrieben. Nachdem deren finanzielle Probleme jedoch zu offensichtlich wurden, wechselte er zum damals amtierenden Deutschen Meister Adler Mannheim, die er 2003 verließ, um in seine Heimat Russland zurückzukehren.
Zunächst war das Gerücht aufgekommen, Worobjows Wechsel nach Russland sei nur ein taktisches Manöver, um wieder zu seinem alten Verein Frankfurt Lions zurückzukehren, ohne dass die Mannheimer Verantwortlichen, die einem direkten Wechsel zum Ligakonkurrenten vom Main wohl nicht zugestimmt hätten, darauf Einfluss nehmen konnten. Doch erwiesen sich diese Gerüchte schnell als falsch, denn Ilja Worobjow spielte zunächst drei Jahre lang für den HK Lada Toljatti, wo sein Vater Pjotr Worobjow Trainer war, und wechselte dann zum HK Metallurg Magnitogorsk. Während der Saison 2006/07 verließ der Angreifer Magnitogorsk in Richtung Chimik Moskowskaja Oblast.
Am 12. Juli 2007 unterzeichnete Worobjow bei seinem alten Arbeitgeber Frankfurt Lions einen Ein-Jahres-Vertrag für die Saison 2007/08, der nach der Spielzeit verlängert wurde. Während eines Pokalspiels gegen die Heilbronner Falken erlitt Worobjow eine Gehirnerschütterung, weshalb er in der Hauptrunde 2008/09 nur sieben Spiele für die Hessen bestreiten konnte. In diesen sieben Einsätzen schoss er drei Tore und gab eine Vorlage. In der Play-off-Qualifikation gegen die Hamburg Freezers  schoss der Russe ein Tor und gab zwei Vorlagen in fünf Spielen. Im Anschluss an die Saison 2009/10 beendete er seine Karriere.

### International
Worobjow vertrat Russland bei der U18-Junioren-Europameisterschaft 1993 und der Junioren-Weltmeisterschaft 1995.

### Als Trainer und Funktionär
Nach seinem Karriereende arbeitete Worobjow im Management der Nationalmannschaft, ehe er vor der Saison 2011/12 als Assistenztrainer unter seinem Vater Pjotr bei Loko Jaroslawl, dem Juniorenteam von Lokomotive Jaroslawl, verpflichtet wurde. Im November 2011 wurde er zum Assistenztrainer der Herrenmannschaft befördert, die damals an der zweitklassigen Wysschaja Hockey-Liga teilnahm. Zur Saison 2012/13 wurde er als Co-Trainer vom HK Metallurg Magnitogorsk unter Vertrag genommen. Im Oktober 2015 wurde er nach der Degradierung von Mike Keenan zum Cheftrainer befördert und gewann mit dem Team am Saisonende den Gagarin-Pokal, die Meisterschaftstrophäe der KHL. Ein Jahr später führte er seine Mannschaft erneut bis in das Playoff-Finale, ehe er im November 2017 entlassen wurde.
Ab 2016 war Worobjow parallel zu seinem Engagement bei Metallurg Assistenztrainer von Oleg Snarok bei der russischen Nationalmannschaft und gewann in dieser Zeit mit dem Nationalteam zwei Bronzemedaillen bei Weltmeisterschaften und die Goldmedaille (unter neutraler Flagge) bei den Olympischen Winterspielen 2018. Anschließend trat Snarok als Nationaltrainer zurück und Worobjow wurde einen Monat vor der Weltmeisterschaft 2018 in Dänemark zu seinem Nachfolger bestimmt. In der Saison 2018/19 hatte er parallel den Posten des Cheftrainers beim russischen Erstligisten SKA Sankt Petersburg inne.
Nach der Halbfinal-Niederlage und dem Gewinn der Bronzemedaille bei der Weltmeisterschaft 2019 wurde Worobjow sowohl als Nationaltrainer, als auch als SKA-Cheftrainer entlassen und durch seinen Assistenten Alexei Kudaschow ersetzt.
Kurz nach Beginn der Saison 2019/20 kehrte Worobjow zu Metallurg Magnitogorsk zurück, als er dort Josef Jandač als Cheftrainer ersetzte.

## Erfolge und Auszeichnungen
- 1993 Silbermedaille bei der U18-Junioren-Europameisterschaft
- 1995 Silbermedaille bei der Junioren-Weltmeisterschaft
- 1998 Teilnahme am DEL All-Star Game
- 2000 Teilnahme am DEL All-Star Game
- 2014 Gagarin-Pokal-Sieger und Russischer Meister mit dem HK Metallurg Magnitogorsk (als Assistenztrainer)
- 2016 Gagarin-Pokal-Sieger und Russischer Meister mit dem HK Metallurg Magnitogorsk (als Cheftrainer)

## Karrierestatistik
(Legende zur Spielerstatistik: Sp oder GP = absolvierte Spiele; T oder G = erzielte Tore; V oder A = erzielte Assists; Pkt oder Pts = erzielte Scorerpunkte; SM oder PIM = erhaltene Strafminuten; +/− = Plus/Minus-Bilanz; PP = erzielte Überzahltore; SH = erzielte Unterzahltore; GW = erzielte Siegtore; 1 Play-downs/Relegation; Kursiv: Statistik nicht vollständig)